# 福岡市立警固小学校
福岡市立警固小学校（ふくおかしりつ けごしょうがっこう）は、福岡県福岡市中央区警固一丁目にある公立小学校。

## 校勢
2020年5月1日現在
- 学級数 - 単式学級22学級、特別支援学級2学級
- 児童数 - 702人（うち特別支援学級9人）

## 沿革
- 1886年（明治19年） - 赤坂小学校、若宮小学校、薬院小学校が合併し薬院小学校となる
- 1889年（明治22年） - 筑紫郡警固尋常小学校に改称
- 1941年（昭和16年） - 国民学校令により警固国民学校に改称
- 1943年（昭和18年） - 一部児童を平尾国民学校（現・平尾小学校）に分離
- 1947年（昭和22年） - 学制改革により福岡市立警固小学校に改称

## 通学区域
中央区の以下の地区。
- 薬院1丁目,2丁目
- 今泉1丁目,2丁目（全丁目）
- 渡辺通2丁目,4丁目,5丁目20番-24番
- 警固1丁目-3丁目（全丁目）

中央区中部の国体道路と城南線に挟まれた一帯。福岡市の中心市街地の一角をなす渡辺通の一部（概ね渡辺通りの西側）と、その西側の地域を校区とする。渡辺通のほか、今泉地区のうち天神・大名に近い国体道路寄りの地域にも飲食店やオフィスビルが多く立地するが、そのほかは住宅地が多い。学校は地下鉄七隈線薬院大通駅の北西約600mの大正通り沿いに位置する。
中学校は警固中学校の校区。

### 校区が隣接する小学校
- 福岡市立舞鶴小中学校
- 福岡市立春吉小学校
- 福岡市立高宮小学校
- 福岡市立平尾小学校
- 福岡市立赤坂小学校

### 校区内の主な施設
- 渡辺通地区の各種施設（詳細は同記事を参照）
- 福岡中央病院
- 薬院ひ尿器科医院
- 筑紫女学園中学校・高等学校・筑紫女学園大学附属幼稚園
- 中央保育園
- 桜坂保育園
- 福岡警固教会
- 福岡市地下鉄七隈線 薬院大通駅
- 西鉄天神大牟田線・福岡市地下鉄七隈線 薬院駅
- 警固公民館

## 校歌
- 作詞：村上喜八
- 作曲：不詳